# Saint-Jacques-sur-Darnétal
Saint-Jacques-sur-Darnétal – miejscowość i gmina we Francji, w regionie Normandia, w departamencie Sekwana Nadmorska.
Według danych na rok 1990 gminę zamieszkiwało 2407 osób, a gęstość zaludnienia wynosiła 144 osoby/km² (wśród 1421 gmin Górnej Normandii Saint-Jacques-sur-Darnétal plasuje się na 97. miejscu pod względem liczby ludności, natomiast pod względem powierzchni na miejscu 101.).